# هالو الميثان
هالو الميثان (أو هاليدات الميثان) هو مصطلح كيميائي يصف طائفة من المركبات الكيميائية المشتقة من الميثان (CH4)، والحاوية على مستبدل واحد أو أكثر من الهالوجينات (الفلور F أو الكلور Cl أو البروم Br أو اليود I). ينتمي البعض من تلك المركبات ينتمي إلى مركبات كلوروفلوروكربون الضارة بالبيئة.
تصنف مركبات هالو الميثان ضمن مركبات الهالوكربون الأوسع؛ ونظرياً يمكن الحصول على 69 مركباً مختلفاً من مركبات هالو الميثان؛ والبعض منها ذو سمات يدوية.